# Luiz de Aguiar Costa Pinto
Luiz de Aguiar Costa Pinto (Salvador, Brasil, 6 de fevereiro de 1920 — Waterloo, Canadá, 1 de novembro de 2002) foi um sociólogo brasileiro, com atuação nos anos 1950 e 60 nas áreas de sociologia rural, desenvolvimento sócio-econômico e relações raciais. Seus trabalhos repercutiram no Brasil e no exterior e são considerados uma das bases do pensamento social brasileiro contemporâneo. Foi contemporâneo de Victor Nunes Leal, Alberto Guerreiro Ramos e Florestan Fernandes.
Suas obras de maior repercussão são: "Lutas de famílias no Brasil" (1949), "O negro no Rio de Janeiro" (1953) e "Sociologia e desenvolvimento" (1963).

## Biografia
O sociólogo Luiz de Aguiar Costa Pinto nasceu em Salvador, Bahia, em 6 de fevereiro de 1920, descendente de tradicional família baiana. Neto de Joaquim da Costa Pinto,(senador estadual na Bahia) e filho de José de Aguiar Costa Pinto (médico, professor universitário e deputado estadual), através do qual teve contato com intelectuais como Afrânio Peixoto e Anísio Teixeira.
Estudou no Ginásio São Salvador, onde foi orador da turma. Com o falecimento do pai em 1936, perdeu o grande incentivador para seguir a carreira de medicina, voltando suas atenções para os problemas sociais. Partiu para o Rio de Janeiro em 1937, onde iniciou a formação universitária em 1938. Na universidade, se envolveu com o movimento estudantil e a juventude comunista, o que o levou a ser preso por oito meses em 1939. O marxismo é um forte pilar de seu pensamento social.
Costa Pinto concluiu seu bacharelado em ciências sociais pela antiga Faculdade Nacional de Filosofia (FNFi - atual Instituto de Filosofia e Ciências Sociais, IFCS) da Universidade do Brasil (atual UFRJ), onde em 1944 completou o doutorado e em seguida alcançou o título de Doutor Livre Docente em Sociologia, em 1947. Anos mais tarde, recebeu da instituição o título de Professor Emérito (em 1989). Ainda em 1947, publica o livro "Lutas de famílias no Brasil", pela Cia Editora Nacional, resultado de uma investigação já parcialmente publicada em 1943 na Revista do Arquivo Municipal de São Paulo. A obra teve importante circulação.
Na publicação de "Recôncavo: laboratório de uma experiência humana", em 1958, pelo Centro Latino-Americano de Pesquisas em Ciências Sociais (CLAPCS), a condução da investigação foi compartilhada com Herbert Blumer, da Universidade de Columbia, e tomou como pontos-chave as relações de trabalho e as formas de propriedade (latifúndio). Nestes dois trabalhos Costa Pinto apresentou a noção de Marginalidade Estrutural, negando a figura do brasileiro como agente portador dos males sociais e afirmando o caráter estrutural do estancamento econômico.
O CLAPCS funcionou na  cidade do Rio de Janeiro como parte gêmea da Faculdade Latino-Americana de Ciências Sociais (FLACSO) em Santiago do Chile. Costa Pinto foi o primeiro a exercer a função de presidente do CLAPCS e manteve, após o mandato, um intenso vinculo institucional com o Centro. O CLAPCS findou suas atividades em 1975.
Na década de 1950, Costa Pinto participou da investigação a cargo da UNESCO sobre relações raciais, sendo um dos autores da declaração A questão da raça (1950) a primeira de quatro declarações sobre este tema. Este trabalho é de importância capital em sua trajetória pessoal e na própria história das ciências sociais no Brasil. Em 1954, torna-se presidente da Associação Brasileira de Sociologia, até 1957.
A carreira internacional do professor Costa Pinto representa uma parte significativa de sua trajetória acadêmica. O vínculo de Costa Pinto com a sociologia de outros países está presente desde o começo de sua carreira. Em 1944 publica seu primeiro livro em língua estrangeira, "Problemes démographiques contemporains", em colaboração com Jacques Lambert. Era próximo também de Donald Pierson: chegou a desejar estudar na Universidade de Chicago, de onde nunca obteve o título de Doutor por ter tido o visto de entrada nos EUA negado. Em 1958, publica o artigo "Economic development, social change and population in Brazil" em colaboração com Waldemiro Bazzanella. Com o CLAPCS e mesmo depois, publicou em espanhol diversos artigos e sete livros, editados na Argentina, no México e na Colômbia.
Em 1976 tornou-se professor de Sociologia na Universidade de Waterloo, Canadá, até sua aposentadoria em 1985. Costa pinto faleceu em Waterloo, em 1º de novembro de 2002, e foi sepultado em Salvador.

## Controvérsias
Em seu livro Introdução Crítica à Sociologia Brasileira, o sociólogo Alberto Guerreiro Ramos questiona a habilitação do autor para estudar cientificamente o negro no Rio de Janeiro, na toada dos projetos da UNESCO em 1949. Ele o identifica como pertencente ao grupo de sociólogos e parassociólogos que descreveu no livro em questão. Ramos aponta enviesamento por parte de Costa Pinto e acusa o autor de plágio, recomendando ao leitor que compare Lutas de Famílias no Brasil (1949) com La Vengeance Privéet et Les Foundements du Droit International Public (1936), de Jacques Lambert.
Já o escritor Abdias do Nascimento critica o seu alegado desprezo pelas obras anteriores acerca do tema, nomeadamente, as conduzidas em associação com o Teatro Experimental do Negro, referindo-se ao artigo de Costa Pinto como "um estudo sobre relações de raça no qual subestimando diversos trabalhos pioneiros e da maior importância toma a si próprio como o marco divisor dos estudos sobre o assunto. Como quem diz 'antes de mim e depois de mim' são dois períodos da evolução do tema". Nascimento critica, também a abordagem do autor, que, a seu ver, tratava o negro como elemento exógeno, como fenômeno estranho e misterioso a ser estudado, mero apêndice da sociedade brasileira, ignorando o fato de que é, em muitos aspectos, a própria sociedade brasileira, sintoma de desconexão da realidade e de alienação.

## Publicações
- 1943 – Quinta Coluna e integralismo brasileiro. Rio de Janeiro: Liga da Defesa Nacional.
- 1944 – O padrão de vida do comerciário no Distrito Federal. Rio de Janeiro: Instituto de Economia da Fundação Mauá
- 1944 – Problèmes démographiques contemporains. I. Les Faits. Les Publications Savantes de L’École Libre dês Hautes Études au Brésil, com Jacques Lambert. Rio de Janeiro: Atlântica Editora.
- 1949 – Lutas de famílias no Brasil. São Paulo: Companhia Editora Nacional, coleção Brasiliana vol. 263.
- 1950 – Uma pesquisa sobre a vida social no estado da Bahia, com Charles Wagley e Thales de Azevedo. Bahia: Secretaria de Educação (Publicações n. 11).
- 1952 – Arthur Ramos. Rio de Janeiro: Editora do Ministério da Educação e Saúde (organizador).
- 1952 – Migrações internas no Brasil, com J. Sá. Rio de Janeiro: Editora do Instituto de Economia da Fundação Mauá.
- 1952 – Análise das profissões comerciais, com R. N. Danneman e M. M. Carvalho. Rio de Janeiro: Senac.
- 1953 – O negro no Rio de Janeiro: relações de raça numa sociedade em mudança. São Paulo: Companhia Editora Nacional, coleção Brasiliana.[4]
- 1954 – O balconista: estudo sociológico de uma ocupação. Rio de Janeiro, Senac.
- 1954 – A população comerciaria. Rio de Janeiro: Senac.
- 1955 – As ciências sociais no Brasil, com Edison Carneiro. Rio de Janeiro: Capes.
- 1956 – Comércio metropolitano no Distrito Federal, com T. P. Accioly Borges. Rio de Janeiro: Senac.
- 1958 – Recôncavo: laboratório de uma experiência humana. Rio de Janeiro: Centro Latino-Americano de Pesquisas em Ciências Sociais, Publicações n. 1.
- 1960 – Resistências à mudança: fatores que impedem ou dificultam o desenvolvimento econômico. Rio de Janeiro: Centro Latino-Americano de Pesquisas em Ciências Sociais, *Publicações n. 10 (organizador).
- 1963 – Sociologia e desenvolvimento: temas e problemas do nosso tempo. Rio de Janeiro: Civilização Brasileira.[5]
- 1963 – Textos de sociologia: problemas de abordagem interdisciplinar, com Maurício Vinhas de Queiroz e W. Bazzanella (orgs.). Rio de Janeiro: Ed. Instituto de Ciências Sociais.
- 1963 – La sociologia del cambio y el cambio de la sociologia. Buenos Aires: Eudeba Ed.
- 1964 – Estructura de clases y cambio social. Buenos Aires: Editorial Paidos.
- 1967 – Teoria do desenvolvimento, com W. Bazzanella (orgs.). Rio de Janeiro: Zahar.
- 1967 – Desenvolvimento econômico e transição social. Rio de Janeiro: Ed. Instituto de Ciências Sociais.
- 1969 – Processos e implicações do desenvolvimento, com W. Bazzanella (orgs.). Rio de Janeiro: Zahar.
- 1969 – Nacionalismo y militarismo. México: Ed. Siglo XXI.
- 1970 – Estúdios de sociologia del desarollo. Medellín, Colômbia: Ed. Universidad de Antioquia.
- 1970 – Transición social en Colombia. Bogotá, Colômbia: CID, Ed. Universidad Nacional.
- 1971 – Voto y cambio. Bogotá, Colômbia: Ed. Tercer Mondo